# Колос (издательство)
Ко́лос — советское и российское издательство, существовавшее в 1918—2000 годы. Было центральным издательством Государственного комитета Совета Министров СССР по делам издательств, полиграфии и книжной торговли. Вошло в состав издательства «Мир».

## История
Создано в 1918 году в Москве как Издательский отдел Народного комиссариата земледелия РСФСР.
Решением коллегии Наркомзема РСФСР от 30 января 1922 г. получило название «Новая деревня».
В 1929—1963 годы называлось «Сельхозгиз».
В 1963 году переименовано в «Колос» Имело отделения в Ленинграде и редакцию в Целинограде.
В 1984 году было переименовано в издательско-полиграфическое объединение «Агропромиздат», а также носило название «Росагропромиздат».
В 1992 году возвращено прежнее наименование «Колос».
В 1998 году в состав «Колоса» вошло издательство «Экология».
В 2000 году вошло в состав издательства «Мир».

## Издательская деятельность
Выпускало научно-теоретическую, научно-популярную, производственную, справочную, учебную, переводную литературу посвящённую вопросам сельского хозяйства, заготовкам сельскохозяйственных изделий, агрономии, овощеводству, садоводству, зоотехнике, ветеринарии, механизации и электрификации сельского хозяйства, гидротехнике и мелиорации, а также развитию сельскохозяйственной науки и производства.
Издавало сельскохозяйственные журналы и альбомы продвигавшие передовой производственный опыт и достижения сельскохозяйственной науки, также книжные серии — «Научно-просветительная библиотека», «Новое в сельском хозяйстве», «Прогрессивную технологию — всем колхозам и совхозам».
В 1971 году было выпущено 473 книги и брошюры тиражом 12 716 тысяч экземпляров и общим объёмом 162 726 тысяч печатных листов-оттисков.
В 1976 году была выпущена 401 книга и брошюра тиражом свыше 10,5 миллионов экземпляров.
В 1979 году было выпущено 409 книг и брошюр тиражом свыше 10,3 миллионов экземпляров.
В 1996 году было выпущено 72 книги и брошюры тиражом свыше 370 тысяч экземпляров.
Выпустило несколько изданий «Книги о вкусной и здоровой пище».

## Награды
- Орден Трудового Красного Знамени (1971)[1][2][3].